# Pomster
Pomster là một đô thị thuộc huyện Ahrweiler, trong bang Rheinland-Pfalz, phía tây nước Đức. Đô thị Pomster có diện tích 5,81 km², dân số thời điểm ngày 31 tháng 12 năm 2006 là 187 người. Pomster toạ lạc ở dãy núi Eifel.